# Савјет државне одбране
Савјет државне одбране (рус. Совет Государственной Обороны) био је врховни војни орган у Руској Империји од 1905. до 1909.
Основан је на самом крају Руско-јапанског рата (1904—1905) како би отклонио озбиљне недостатке у централној управи, организацији и бојној спремности војске и морнарице. Задатак му је био да координира дјеловања Војног министарства и Поморског министарства и усаглашава их са државном спољном политиком.

## Састав
Савјет државне одбране је био основан 5. маја 1905. рескриптом императора Николаја II под називом „О неопходности приступања к реформама највишег управљања војним надлештвом“, а на иницијативу његовог ујака — генерала коњице и генерала-инспектора коњице — великог кнеза Николаја Николајевича. Он је био именован на дужност предсједника Савјета државне одбране 8. јуна 1905.
Савјет државне одбране се састојао из именованих и сталних чланова. Именоване чланове је постављао император својим указима, а стални чланови су били: војни министар, поморски министар, министар иностраних послова и генерал-инспектори родова војске. Одлуке су могле бити донесене и без присутности сталних чланова.
При Савјету државне одбране је била образована канцеларија која је отправљала његове административне послове.

## Дјелокруг
Савјет државне одбране је био орган који је стајао над цјелокупним владиним апаратом самодржавља, његов предсједник је био члан Савјета министара, сва надлештва су била дужна представљати Савјету државне одбране све своје предлоге и иницијативе, министар иностраних послова је био дужан да са Савјетом државне одбране усагласи сваки дипломатски потез владе. На тај начин, Савјет државне одбране је одлучивао не само о одбрамбеним питања, него и о питањима унутрашње и спољне политике државе.
При Савјету државне одбране је била установљена Висока атестациона комисија (рус. Высшая аттестационная комиссия) која је разматрала кандидате за команданте армија, корпуса, дивизија и бригада.